# Federal domstol i USA

Indelning av federala distrikts- och appellationsdomstolar i USA.

En federal domstol i USA (engelska: Federal court, även benämnt som engelska: Federal tribunal) är en amerikansk domstol som är en del av den federala statsmakten och som dömer efter Förenta staternas lagar.
Federala domstolar ska inte förväxlas med delstatliga domstolar som finns parallellt och i vilka merparten av alla civil- och straffrättsliga mål i USA avgörs vid. Alla federala domstolar i USA kan med enkelhet identifieras i och med att deras namn innehåller "United States" (förkortat som "U.S."); ingen delstatlig domstol får ha det som del i sitt namn.
Det finns tre olika sorters federala domstolar, beroende på vilken del av USA:s konstitution som de härleder sin auktoritet ifrån.

## Olika federala domstolar i USA

### Artikel 3 (III) domstolar
USA:s högsta domstol konstitueras under den 3:e artikeln i USA:s konstitution (även benämnd som artikel III), som i samma artikel även tillåter kongressen att genom lagstiftning skapa andra lägre federala domstolar med allmän jurisdiktion, underställda högsta domstolen. Enbart domstolar upprättade under artikel III utgör en del av det federala domstolsväsendet (engelska: Federal judiciary) som är en av tre jämbördiga grenar av den federala statsmakten enligt maktdelningsprincipen.
Artikel III domstolar kan inom ramen för sin jurisdiktion, till skillnad från andra federala domstolar, i kraft av artikel III utfärda bindande förelägganden (engelska: injunction) gentemot de övriga grenarna samt delstatsstyrena: dessa kan överklagas i den federala domstolshierarkin upp till USA:s högsta domstol.
Det finns 13 federala appellationsdomstolar (engelska: United States Court of Appeals) samt 91 federala distriktsdomstolar (engelska: United States District Court). U.S. Court of International Trade, med säte i New York, som dömer i frågor om internationell handel och tullrätt, räknas även som en domstol konstituerad under artikel III.
I administrativ mening leds artikel III domstolarna av Judicial Conference of the United States, med stöd genom Administrative Office of the United States Courts. Det är Judicial Conference som lägger fram domstolsväsendets budgetäskande direkt till kongressen.
En federal domare i en artikel III domstol utnämns av presidenten med senatens råd och samtycke och innehar efter tillträdet sin post på livstid och vars lön inte kan sänkas. En federal domare i en artikel III domstol är dock inte helt och hållet oavsättlig, eftersom en sådan kan ställas inför riksrätt (engelska: Impeachment). Domstolarna kan anställa magistratsdomare (engelska: magistrate judge), domare av lägre rang som assisterar federala domare, vanligen i rutinärenden, och vars beslut kan överprövas av en federal domare.

### Artikel 1 (I) domstolar
En domstol som benämns som en "artikel 1" domstol eller tribunal, är en domstol vars tillkomst och befogenhet härleds från kongressens lagstiftningsmakt i enlighet med konstitutionens första artikel och inte från det federala domstolsväsendets tredje artikel. En federal domstol, upprättad med stöd av artikel 1, är därför en federal domstol som skapats med ett avgränsat syfte eller med begränsad jurisdiktion. Dessa domstolar ingår inte i det federala domstolsväsendet under artikel 3 och är därför inte en jämbördig del av den federala statsmakten, jämte den lagstiftande och verkställande makten.
I rättsfallet American Ins. Co. v. 356 Bales of Cotton från 1828 definierade USA:s högsta domstols chefsdomare John Marshall förhållandet mellan domstolar skapade under artikel 1 (eller legislative courts som Marshall kallade dem) och domstolar som härleder sin existens från artikel 3 (constitutional courts).
En domare i en artikel 3 domstol åtnjuter inget särskilt anställnings- eller omplaceringsskydd.
Kongressen skapade genom lag 1970 (District of Columbia Court Reform and Criminal Procedure Act) lokala domstolar för District of Columbia, motsvarande delstatliga domstolar annorstädes i USA, med Superior Court of the District of Columbia som den lägre instansen och District of Columbia Court of Appeals som den högre instansen. Syftet med reformen var att separera rent lokala mål från federala mål.
Militärdomstolar (och krigsrätt som sammankallas i lägsta instans) som dömer under Uniform Code of Military Justice är exempel på en form av domstol som härrör sin auktoritet med stöd från artikel 1.

### Artikel 4 (IV) domstolar
Artikel 4 domstolar är federala domstolar som i enlighet med konstitutionens artikel 4 är upprättade i federala territorier. Eftersom samtliga federala territorier i kontinentala USA numera är fullvärdiga delstater är förekomsten av artikel 4 domstolar mestadels en historisk rest.
Det återstår numera endast tre territorier, varav två i Stilla havet, med sådana domstolar: Amerikanska Jungfruöarna, Guam, och Nordmarianerna.